# Lea Garofalo
Lea Garofalo (Petilia Policastro, 24 aprile 1974 – Milano, 24 novembre 2009) è stata una testimone di giustizia italiana, vittima della 'ndrangheta.

## Biografia

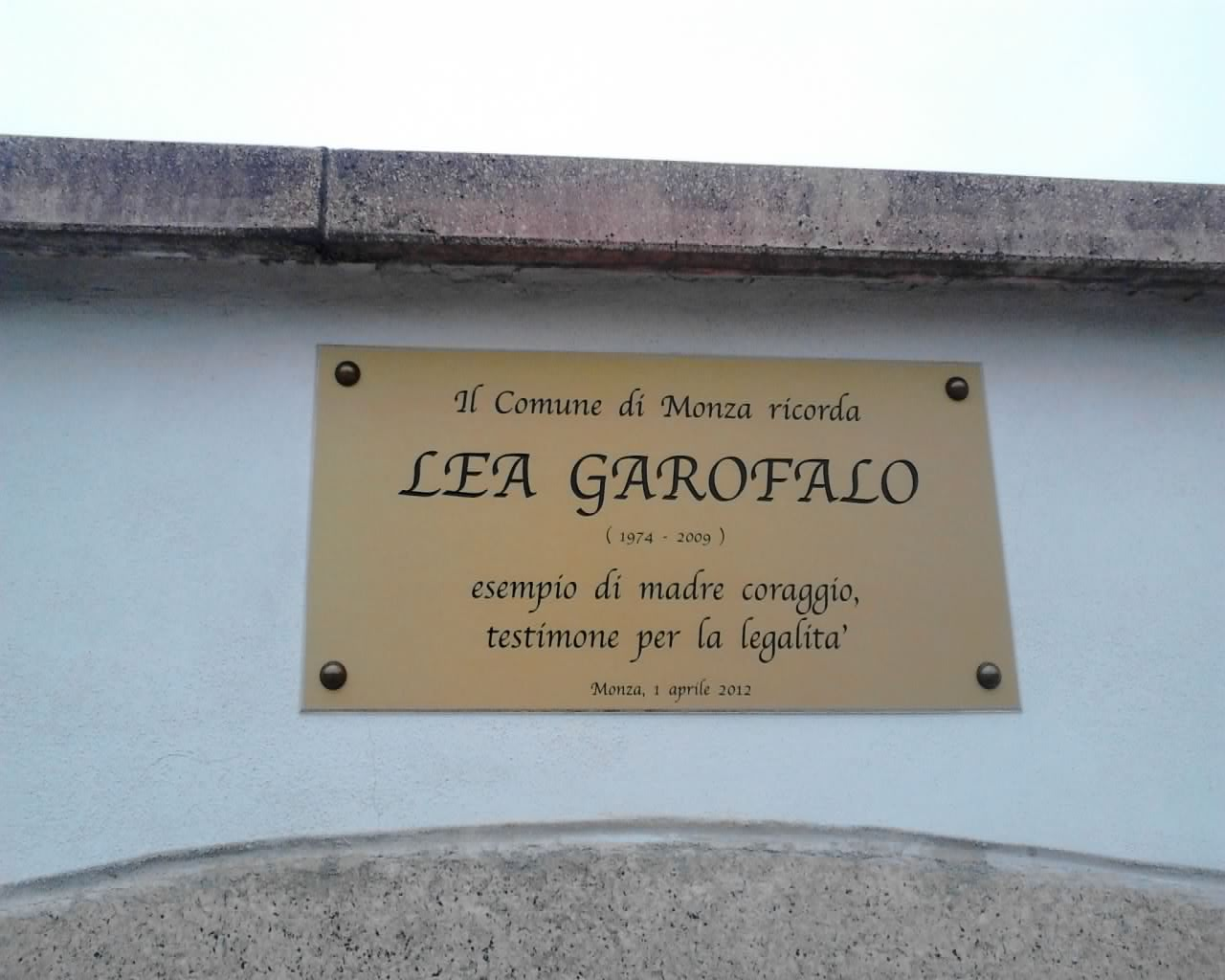
Targa in memoria di Lea Garofalo fuori dal cimitero del quartiere San Fruttuoso di Monza.

Testimone di giustizia sottoposta a protezione dal 2002, decise di testimoniare sulle faide interne tra la sua famiglia e quella del suo ex compagno Carlo Cosco.
L'azione di repressione del clan Comberiati-Garofalo si concretizza il 7 maggio 1996, quando i carabinieri di Milano svolgono un blitz in via Montello 6 e arrestano anche Floriano Garofalo, fratello di Lea, boss di Petilia Policastro dedito al controllo dell'attività malavitosa nel centro lombardo.
Floriano Garofalo, nove anni dopo l'arresto e dopo l'assoluzione al processo, viene assassinato in un agguato nella frazione Pagliarelle di Petilia Policastro il 7 giugno 2005.
Lea, interrogata dal Pubblico ministero Antimafia Salvatore Dolce, riferì dell'attività di spaccio di stupefacenti condotta dai fratelli Cosco grazie al benestare del boss Tommaso Ceraudo, dicendo anche al Pubblico ministero «L'ha ucciso Giuseppe Cosco (detto Totonno U lupu), mio cognato, nel cortile nostro», attribuendo così la colpa dell'omicidio di Floriano Garofalo al cognato, Giuseppe, detto Smith (dal nome della serie tv La famiglia Smith) e all'ex convivente, Carlo Cosco, e fornendo anche il movente.
Ammessa già nel 2002 nel programma di protezione insieme alla figlia Denise e trasferita a Campobasso, si vede estromessa dal programma nel 2006 perché l'apporto dato non era stato significativo in quanto ritenuta collaboratrice non attendibile. La donna si rivolge allora prima al TAR, che le dà torto, e poi al Consiglio di Stato, che le dà ragione. Nel dicembre del 2007 viene riammessa al programma (sempre come collaboratrice di giustizia e mai come testimone), ma nell'aprile del 2009 – pochi mesi prima della sua scomparsa – decide all'improvviso di rinunciare volontariamente a ogni tutela e di riallacciare i rapporti con Petilia Policastro, rimanendo però a vivere nel capoluogo molisano per permettere alla figlia di terminare l'anno scolastico.

### Il tentativo di rapimento
La nuova abitazione trovata a Campobasso ha la lavatrice rotta. Questo particolare lo conosce anche Carlo Cosco, che nel frattempo vive tra Milano e Petilia Policastro e ha aiutato la ex compagna a trovare tale dimora. Il 5 maggio 2009 si presenta sotto mentite spoglie Massimo Sabatino, recatosi sul posto per rapire e uccidere Lea Garofalo. La donna riesce a sfuggire all'agguato grazie al tempestivo intervento della figlia Denise (che sarebbe dovuta essere a scuola) e informa i carabinieri dell'accaduto, ipotizzando il coinvolgimento dell'ex compagno.
Le indagini sul tentativo di rapimento avranno un'accelerazione solo dopo la sua scomparsa a Milano il 24 novembre dello stesso anno (il 4 febbraio del 2010 viene adottata una Misura Cautelare nei confronti di Carlo Cosco e Massimo Sabatino - già detenuto nel carcere di Milano dal dicembre del 2009 per spaccio di stupefacenti). Il 28 aprile 2009, poco prima di tale tentativo, Lea Garofalo indirizzò una lettera al Presidente della Repubblica nella quale lamentava di essere stata qualificata come collaboratrice di giustizia, di aver ricevuto un'assistenza legale carente sotto vari punti di vista, di essere stata obbligata a trasferirsi in diverse città con la figlia piccola nell'ambito del programma di protezione, di aver perso un lavoro precario, tutti i contatti sociali e la propria dimora anche per sostenere le spese degli avvocati.

### L'agguato e l'omicidio
Il 24 novembre 2009 Cosco attira l'ex compagna (ormai fuoriuscita da mesi dallo speciale programma di protezione) a Milano, anche con la scusa di parlare del futuro della loro figlia Denise. La sera del 24 novembre, approfittando di un momento in cui Lea rimane da sola senza Denise, Carlo la conduce in un appartamento che si era fatto prestare proprio per quello scopo in Piazza Prealpi. Ad attenderli in casa c'è Vito Cosco detto "Sergio". In quel luogo Lea viene uccisa. A portar via il cadavere da quell'appartamento saranno poi Carmine Venturino, Rosario Curcio e Massimo Sabatino. Il corpo di Lea viene infatti portato a San Fruttuoso, un quartiere di Monza, dove viene poi dato alle fiamme per tre giorni fino alla completa distruzione (solo dopo la condanna di primo grado, Carmine Venturino inizia a fare dichiarazioni che nel processo d'Appello porteranno a rinvenire più di 2000 frammenti ossei e la collana della donna).

## Le indagini e i processi
Le indagini per la scomparsa e l'omicidio di Lea Garofalo, coordinate dalla Direzione distrettuale antimafia di Milano con la Squadra Omicidi del Nucleo Investigativo dei Carabinieri di Milano, portano a spiccare mandati di arresto, nell'ottobre 2010, a Carlo Cosco, Massimo Sabatino, Giuseppe Cosco «Smith», Vito Cosco «Sergio», Carmine Venturino e Rosario Curcio. Pochi mesi prima, il 24 febbraio, erano già state arrestate altre due persone, di Cormano, per aver messo a disposizione il terreno di San Fruttuoso dove il corpo della donna sarebbe stato portato dopo l'omicidio.
Il processo vede la presenza della figlia della donna come testimone chiave, avendo questa deciso di testimoniare contro suo padre.
È il 23 novembre 2011 che il processo riparte dall'inizio, con la notizia della nomina del Presidente della Corte Filippo Grisolia come Capo di Gabinetto del ministro della Giustizia Paola Severino. I due incarichi risultano incompatibili e così la difesa degli imputati, avendone facoltà, ha chiesto che l'intero processo fosse annullato e ricominciato dal principio, comprese le dichiarazioni dei testimoni.
Il 30 marzo 2012, quando ancora secondo la difesa Lea Garofalo sarebbe scappata in Australia, il processo si conclude con la condanna di tutti i sei imputati e il riconoscimento delle accuse di sequestro di persona, omicidio e distruzione di cadavere, ma non l'aggravante mafiosa: i giudici condannano all'ergastolo con isolamento diurno per due anni Carlo Cosco e suo fratello Vito, all'ergastolo e ad un anno di isolamento Giuseppe Cosco, Rosario Curcio, Massimo Sabatino e Carmine Venturino, ex fidanzato di Denise.
Dopo la sentenza di primo grado Carmine Venturino decide di fare alcune dichiarazioni. Queste permetteranno di rinvenire i resti della testimone di giustizia proprio nel terreno di San Fruttuoso (circa 2000 frammenti ossei rinvenuti a seguito di un vero e proprio scavo archeologico fatto dagli inquirenti in collaborazione con l'Istituto di Medicina Legale di Milano).
Il 28 maggio 2013 la Corte d'assise d'appello di Milano conferma 4 dei 6 ergastoli inflitti in primo grado. Conferma l'ergastolo per Carlo e Vito Cosco, Rosario Curcio e Massimo Sabatino; 25 anni di reclusione per Carmine Venturino e assoluzione per non aver commesso il fatto per Giuseppe Cosco; inoltre la Corte ha disposto il risarcimento dei danni per le parti civili: la figlia, la madre e la sorella di Lea Garofalo e il comune di Milano.
Il 18 dicembre 2014 le condanne della Corte d'Assise d'Appello di Milano vengono tutte confermate dalla Cassazione che le rende definitive.

## Memoria

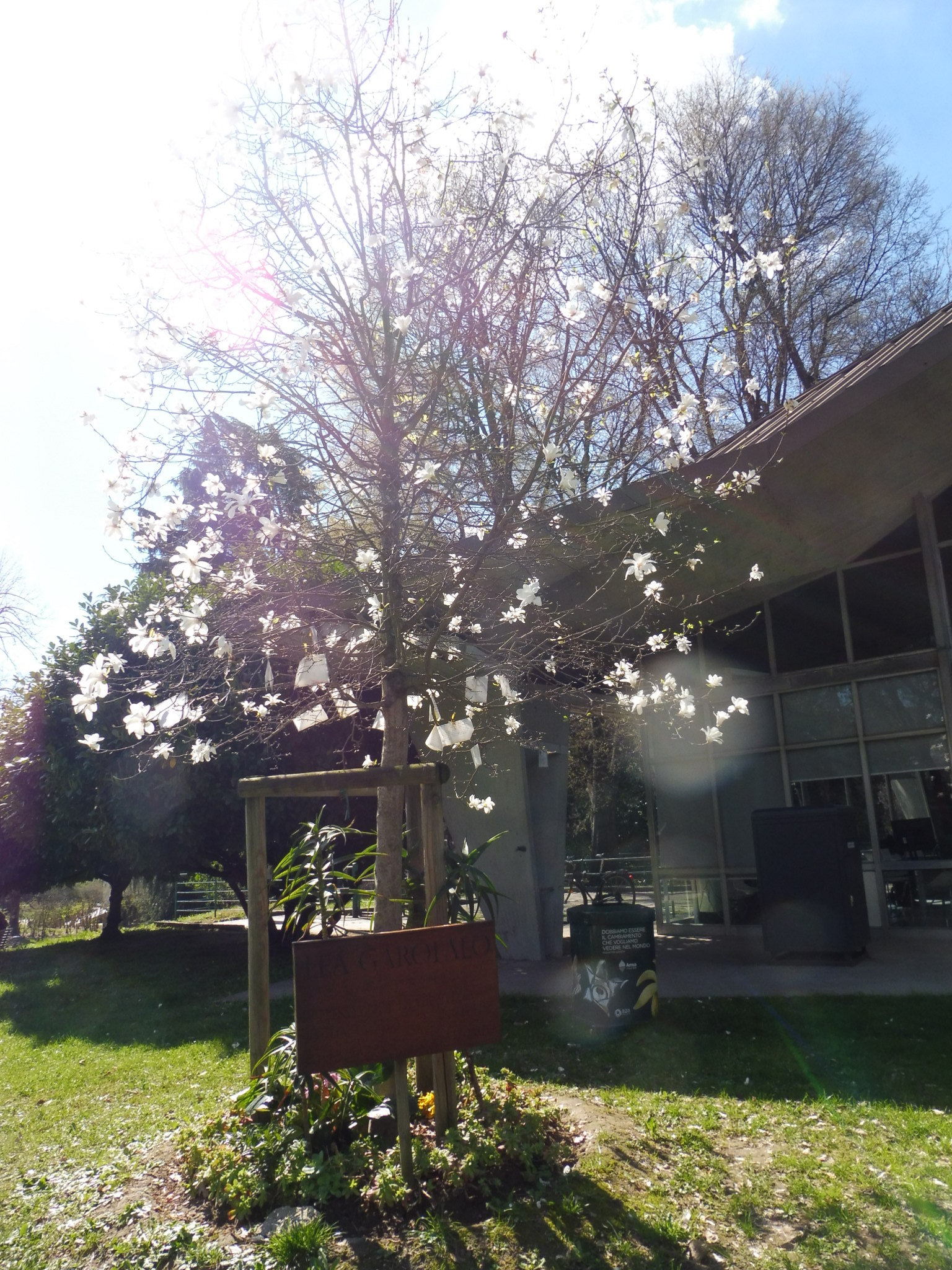
Milano, l'albero di Lea alla biblioteca del Parco Sempione

- Lea Garofalo è ricordata ogni anno il 21 marzo nella Giornata della Memoria e dell'Impegno di Libera, la rete di associazioni contro le mafie, che in questa data legge il lungo elenco dei nomi delle vittime di mafia e fenomeni mafiosi.
- Con una cerimonia di commemorazione, il primo aprile 2012 il Comune di Monza ha raccolto l'appello di Daw blog e ha posato una targa in ricordo di Lea Garofalo presso il cimitero di San Fruttuoso, a pochi passi dal luogo dove la donna è stata torturata e uccisa.[17][18]
- Nel dicembre 2012 esce il libro sulla vita di Lea Garofalo, Il coraggio di dire no. Lea Garofalo, la donna che sfidò la 'ndrangheta.[19]
- Nel 2012 la cantastorie Francesca Prestia ha scritto e musicato “La ballata di Lea” che ha aperto l’Assemblea Nazionale delle Donne della CGIL dello stesso anno al Teatro Capranica di Roma.[20]
- Il comune di Castelfranco Emilia, in provincia di Modena, ha intitolato la propria biblioteca a Lea Garofalo il 7 settembre 2013.
- Il 19 ottobre 2013 si sono svolti a Milano, in piazza Beccaria, i funerali civili di Lea Garofalo. In piazza erano presenti migliaia di persone, fra le quali i rappresentanti dell'associazione Libera e personalità come Don Luigi Ciotti e il sindaco di Milano Giuliano Pisapia. Lo stesso giorno è stato intitolato a Lea Garofalo un giardino pubblico in viale Montello a Milano.[21] Ancora a Milano, nel prato della biblioteca del Parco Sempione, è stata piantata una magnolia invernale alla quale sono appesi testi in memoria di Lea.
- A Lamezia Terme un ponte di recente costruzione è stato intitolato a Lea Garofalo.[22]
- Anche a Savignano sul Panaro, in provincia di Modena, nel luglio del 2014 è stato inaugurato un parco in onore di Lea Garofalo, chiamato Parco del Coraggio;[23] il 4 marzo 2015 Don Luigi Ciotti ha visitato il parco e in quell'occasione è stata piantata una quercia dedicata alla donna.[24]
- La Rai ha prodotto un film TV sulla sua storia[25], dal titolo Lea di Marco Tullio Giordana interpretato da Vanessa Scalera, andato in onda il 18 novembre 2015 su Rai 1.[26]
- Il sindaco di Catanzaro, Sergio Abramo, ha intitolato i "Giardini di San Leonardo" a Lea Garofalo nel 2015.[27]
- Nel 2015 il comune di Lissone intitola a Lea Garofalo una piazza.[28]
- Il 9 gennaio 2016 il circolo dei Giovani Democratici di Crotone dedica a Lea Garofalo, con la presenza della sorella Marisa, una targa commemorativa che recita "A Lea Garofalo - I giovani che odiano la 'Ndrangheta".[29]
- Il giorno 10 dicembre 2016 con la presenza di Luigi Ciotti a cui viene conferita la cittadinanza onoraria, l’Amministrazione comunale di Vimodrone inaugura la nuova biblioteca comunale intitolandola a “Lea Garofalo” e tutte le vittime innocenti delle mafie.
- A Lea Garofalo e a Denise è dedicato il graphic novel Lea Garofalo, una madre contro la 'ndrangheta, di Ilaria Ferramosca e Chiara Abastanotti, BeccoGiallo, 2016, con i contribuiti di Daniela Marcone (vicepresidente di Libera) e Marika Demaria.
- I Litfiba le hanno dedicato una canzone dal titolo "Maria Coraggio", contenuta nell'album Eutòpia, pubblicato l'11 novembre 2016, il cui videoclip è stato poi pubblicato il 10 marzo 2017, insieme al singolo nelle radio.
- A Lea Garofalo è stata dedicata la panchina rossa di piazza Prealpi a Milano.[30]
- Nell'aprile 2019, a Roma in via Serassi 75, zona Cinquina, la scuola primaria statale dell'I.C. Uruguay è stata intitolata a Lea Garofalo.[31][32]
- Il 30 novembre 2019 a Rho il Parco di Goglio viene ribattezzato in onore di Lea Garofalo su spinta degli studenti della scuola media San Carlo della città che aveva partecipato ad un progetto di legalità e che son riusciti a portare l'idea nella commissione consiliare antimafia e poi nel consiglio comunale stesso.[33]
- il 2 giugno 2020, il graphic novel Lea Garofalo, una madre contro la 'ndrangheta, di Ilaria Ferramosca e Chiara Abastanotti, viene ripubblicato nella collana de Il Fatto Quotidiano, Chiedi chi erano gli eroi, con un contributo di Marco Tullio Giordana e alcuni documenti processuali.
- il 17 marzo 2017 a Lea Garofalo è stata dedicata l'area verde antistante il Tribunale di Asti[34]

## Media
Nel 2023 viene distribuita la serie televisiva di Disney+ The Good Mothers in cui viene raccontata anche la storia di Lea Garofalo